# 五十嵐甚蔵 (2代)
2代五十嵐 甚蔵（いがらし じんぞう、1873年（明治6年）4月27日 - 1935年（昭和10年）6月28日）は、明治後期から昭和初期の銀行家、農業経営者。貴族院多額納税者議員、勲四等。

## 経歴
新潟県笹岡村（現・阿賀野市）の地主の家系で代々五十嵐甚蔵を名乗った。初名は直彦。1894年（明治27年）に慶應義塾を卒業後、1908年（明治41年）に新発田銀行取締役、同頭取、第四銀行取締役、榎並銅鉄株式会社取締役、新発田倉庫監査役、新潟新聞監査役、新潟県地主協会会長等となる。
品川弥二郎にじかに小作奨励を勧められ、1893年（明治26年）から蔵米品評会を実施した。
1925年（大正14年）新潟県多額納税者として貴族院議員に互選され、同年9月29日に就任し、研究会に所属して1932年（昭和7年）9月28日まで在任した。

## 親族
- 父：五十嵐甚蔵 (初代)（銀行家、貴族院多額納税者議員）[3][4]
- 子：五十嵐甚蔵 (3代)（銀行家、新発田銀行取締役会長）[5]